# Halfdan il Nero

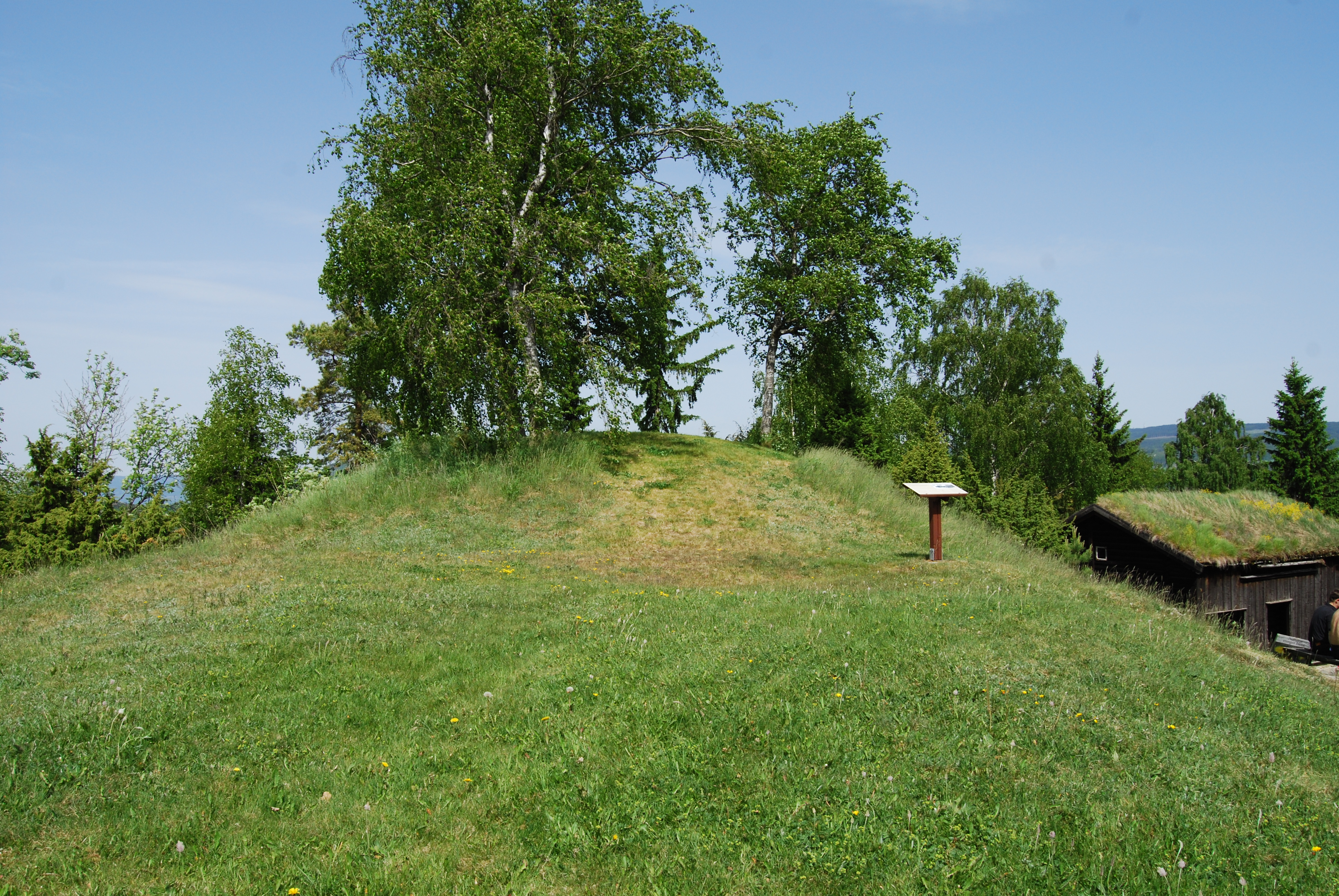
Halvdanshaugen, secondo la tradizione la testa di Hálfdan il Nero fu sepolta in questo tumulo

Hálfdan il Nero Guðrøðsson (in norvegese: Halvdan Svarte Gudrødsson; Vestfold, 820 circa – Randsfjorden, 860) fu re di alcuni piccoli regni in Norvegia. Di origine sueone, del clan dei Yngling, è noto soprattutto per essere stato padre di Harald Bellachioma.

## Biografia
Hálfdan nacque attorno all'820, figlio di Gudrød il Cacciatore e Ása, figlia di re Harald Granraude di Agder. Aveva inoltre un fratello maggiore chiamato Óláfr. Quando suo padre fu ucciso, Ása lo portò con sé nell'Agder, dove Hálfdan, che aveva solamente un anno, trascorse la sua infanzia. Fu presto chiamato "il Nero" (Svarti) poiché oltre ad essere di statura e corporatura superiori alla media aveva i capelli corvini.
Nell'838, quando aveva 18 anni, Hálfdan divenne re di Agder e subito condivise il regno di Vestfold insieme al fratello Óláfr. Nell'autunno dello stesso anno invase con un esercito il Vingulmark, retto da re Gandálfr, scontrandosi con lui in molte battaglie con alterna fortuna. Alla fine si giunse ad una pace per cui Gandálfr cedette ad Hálfdan metà del regno, proprio com'era accaduto tempo addietro tra il primo e il padre Gudrød. Verso l'840, Hálfdan sottomise il Romerike. Sigtryggr Eysteinsson, sovrano di quel regno nonché figlio di Eysteinn Högnasson re di Hedmark, mosse con il suo esercito contro il rivale ma venne sconfitto e durante la fuga cadde trafitto da una freccia all'ascella sinistra. Quando però Hálfdan, terminata la campagna militare, tornò nel Vestfold, Eysteinn, diventato re di Hedmark alla morte del padre, invase di nuovo il Romerike, catturandone buona parte.
La stagione successiva Hálfdan invase nuovamente il Romerike e sconfisse Eysteinn, poi lo inseguì nello Hedmark sconfiggendolo in un'altra battaglia e prendendo possesso del suo regno. Eysteinn fuggì nel Gudbrandsdalen trovando asilo dall'hersir Guðbrandr. Questi accettò di aiutarlo e dopo aver radunato un esercito lo mise al comando di Eysteinn e del figlio Guthormr, considerato uno degli uomini più promettenti di tutto l'Oppland. I due marciarono d'inverno nell'Hedmark, scontrandosi con il nemico presso l'isola di Helgøya, la più grande del lago Mjøsa. La battaglia fu sanguinosa ma alla fine Hálfdan prevalse, Guthormr cadde in combattimento ed Eysteinn fu costretto nuovamente a riparare in Gudbrandsdalen. Alla fine Eysteinn inviò Hallvarðr, parente di Hálfdan, per cercare di accomodare una pace. Fu stabilito che a Eysteinn sarebbe stata concessa metà del regno di Hedmark. Poco dopo Hálfdan riuscì ad aggiungere ai suoi possedimenti anche il Toten e l'Hadeland dopo avervi effettuato numerose scorrerie.
Una volta diventato il sovrano più potente della Norvegia, Hálfdan prese in moglie Ragnhildr, figlia di Harald detto "Barba Dorata" (Gullskegg), re di Sogn. La coppia ebbe un figlio che chiamò Harald e che crebbe presso la corte del nonno, dal quale aveva ereditato il nome. In seguito Harald Gulskegg, ormai anziano, scelse di nominare suo nipote come successore. Quell'inverno, poco dopo di lui, perì anche Ragnhildr e la primavera successiva fu la volta del giovane re Harald, che morì di malattia a soli dieci anni. Quando Hálfdan ne fu informato, partì subito per Sogn con un esercito e reclamò il regno, ottenendolo senza che vi fosse alcuna resistenza. Affidò il governo della regione all'amico Atli lo Snello (inn Mjóvi), proveniente da Gaular, che divenne jarl di Sogn, poi tornò nell'Oppland.
Una notte dell'autunno successivo, mentre Hálfdan si trovava nel Vingulmark, una sentinella lo avvertì che si stava avvicinando un esercito nemico. Fece appena in tempo a schierare i suoi uomini fuori dalla sua residenza quando fu assaltato da Hýsingr Gandálfsson, Helsingr e Háki, figli di Gandálfr che riuscirono a sconfiggerlo grazie alla loro superiorità numerica, uccidendo molti dei suoi soldati e costringendolo a scappare nelle vicine foreste. Durante lo scontro fu ucciso Ølvir il Saggio (inn Spaki), padre adottivo di Hálfdan. Hálfdan riorganizzò le proprie forze, poi diede la caccia ai tre fratelli. Lo scontro decisivo avvenne ad Askim, presso il lago Øyeren. La battaglia fu vinta da Hálfdan e vi caddero sia Hýsingr che Helsingr mentre Háki fuggì nell'Álfheimr. Con questa vittoria Hálfdan annesse tutto il Vingulmark.
Un dicembre ad Hálfdan giunse notizia che un berserkr chiamato Háki di Hadeland aveva ucciso Sigurðr Hjørtr, re di Ringerike, tendendogli un'imboscata insieme ad altri trenta uomini mentre questi era intento a cacciare. Nella mischia Háki aveva perso un braccio ed era stato ferito altre volte. In ogni caso era riuscito ad assicurarsi un ricco bottino e a rapire la figlia ventenne Ragnhildr, che intendeva sposare nonché il figlio Guthormr, ancora bambino. I messaggeri gli riferirono che negli ultimi giorni le sue ferite si erano aggravate pertanto Hálfdan ne approfittò per inviare Hárekr Gandr ed altri cento uomini a rapire la fanciulla e a sottrargli il bottino. Gli uomini riuscirono nell'impresa facendo irruzione nella residenza di Háki durante la notte, sottraendo la giovane e il fratello insieme al bottino e bruciando vivi tutti coloro che si trovavano all'interno. Háki si salvò ed inseguì i nemici sino ad un lago ghiacciato dove, per disperazione, si suicidò gettandosi sulla punta della sua spada; fu tumulato presso le sponde del lago. Ragnhildr fu condotta da Hálfdan su uno splendido carro. Poco tempo dopo il re la sposò e tenne un sontuoso banchetto dove furono invitate personalità provenienti da tutto il regno. Verso l'850 Ragnhildr ebbe da Hálfdan un figlio che chiamò Harald, futuro re di Norvegia.
La primavera successiva, mentre Hálfdan stava attraversando il lago Randsfjorden presso Røykenvik, il ghiaccio collassò all'improvviso ed il re affogò insieme a molti altri uomini. In quella stagione infatti il ghiaccio si stava lentamente sciogliendo a causa del sole primaverile ed era stato indebolito dal letame degli animali che durante l'inverno avevano utilizzato un foro sulla superficie del lago come abbeveratoio. La salma del re fu trasportata nel Ringerike per la sepoltura ma quando lo venne a sapere la gente del Romerike, del Vestfold e dell'Hedmark, fece a gara per poterlo seppellire nella propria terra poiché veniva considerato un evento portatore di prosperità. Allora si decise di esaudire il desiderio del popolo dividendo il corpo in quattro parti, dandone una a ciascuno dei regni che ne aveva fatto richiesta. La testa fu seppellita in tumulo che la tradizione identifica con Halvdanshaugen, presso Stein.

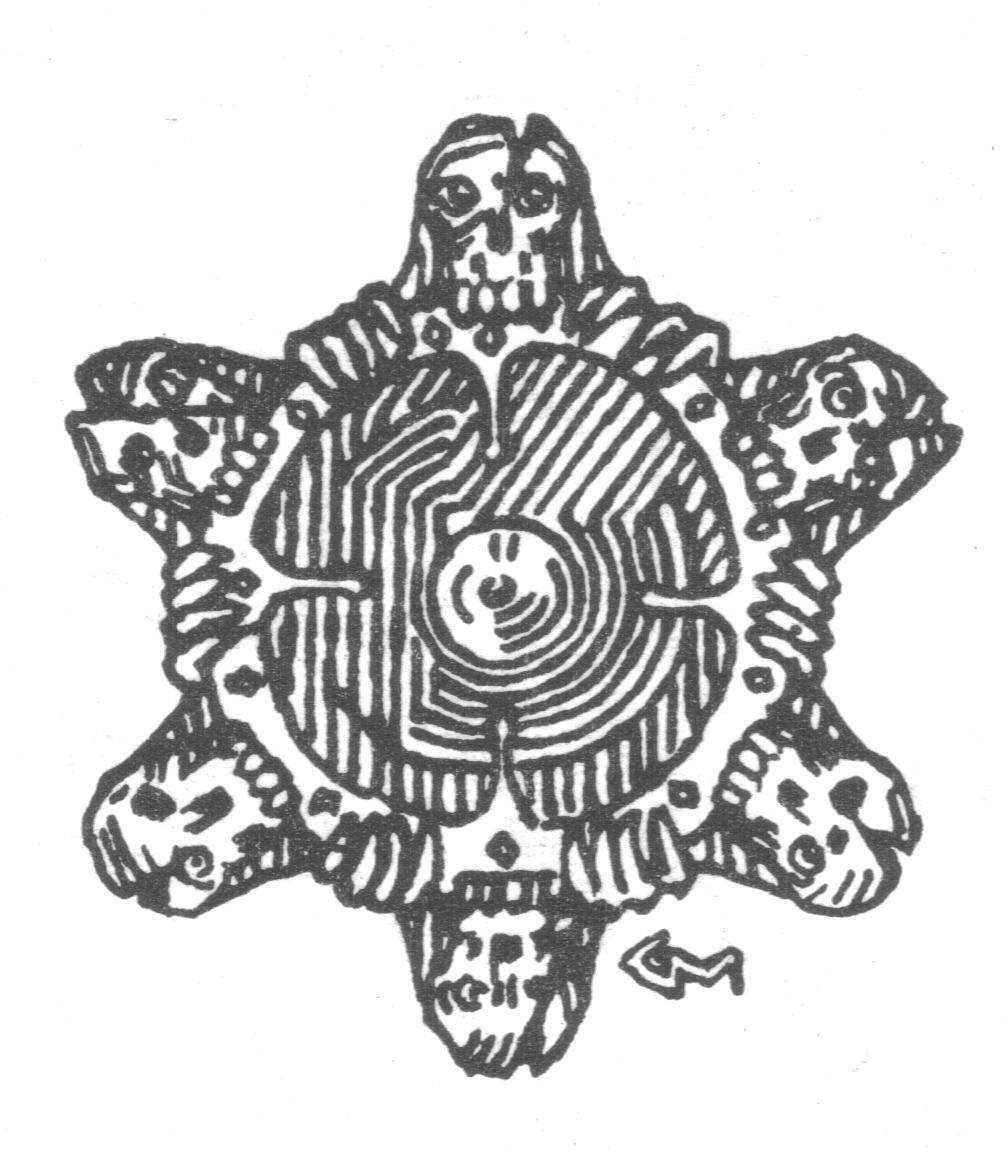
I regni di Hálfdan
Illustrazione di Gerhard Munthe